# Adolfo Natalini
Adolfo Natalini (Pistoya, Toscana, 10 de mayo de 1941-Florencia, 23 de enero de 2020) fue un arquitecto italiano. Fundador en 1966 del grupo avant garde Superstudio. Sus diseños arquitectónicos se enmarcan dentro de la corriente postmodernista.

## Biografía
Natalini estudió arquitectura en la Universidad de Florencia, donde se graduó en 1966. En ese mismo año fundó el grupo avant garde Superstudio, junto con Cristiano Toraldo di Francia, Gian Piero Frassinelli, Roberto y Alessandro Magris. Superstudio realizó durante los siguientes años exposiciones, mobiliario, collages, cuentos y fotomontajes con una actitud crítica hacia las premisas de la arquitectura moderna. Los catálogos de los diseños creados en Superstudio fueron incluidos en las colecciones del Museo de Arte Moderno de Nueva York (MoMA), del Museo de Israel en Jerusalén, de la Deutsche Architekturmuseum en Fráncfort y del Centro Pompidou en París.
Construyó sus primeras obras a finales de los años 1970 con un lenguaje inspirado en la arquitectura vernácula y la cultura popular como base de una arquitectura práctica dirigida a la comunidad. Representante de la arquitectura radical, movimiento de las vanguardias de los años 60 y 70, fue profesor y diseñador de la facultad de Arquitectura de Florencia. En 1985 con motivo de una exposición en Madrid de dibujos y croquis de sus proyectos y la presentación de un libro catálogo sobre la misma, dio una serie de conferencias sobre su concepto de arquitectura basado en la arquitectura como lenguaje cuyo fin es la comunicación. Participó en concursos de arquitectura y realizado edificaciones en Fancfort, Jerusalén, Mannheim, Parma, Bolonia y Florencia.
En 1991 fundó la firma Natalini Architetti junto con Fabrizio Natalini (homónimo pero no familiar). Ese mismo año, el estudio ganó la competición para la reconstrucción de la Waagstraat en Groninga, lo que le abrió las puertas al mercado neerlandés. El estudio ha realizado obras principalmente en Italia y los Países Bajos.
Falleció en Florencia a los setenta y ocho años el 23 de enero de 2020.

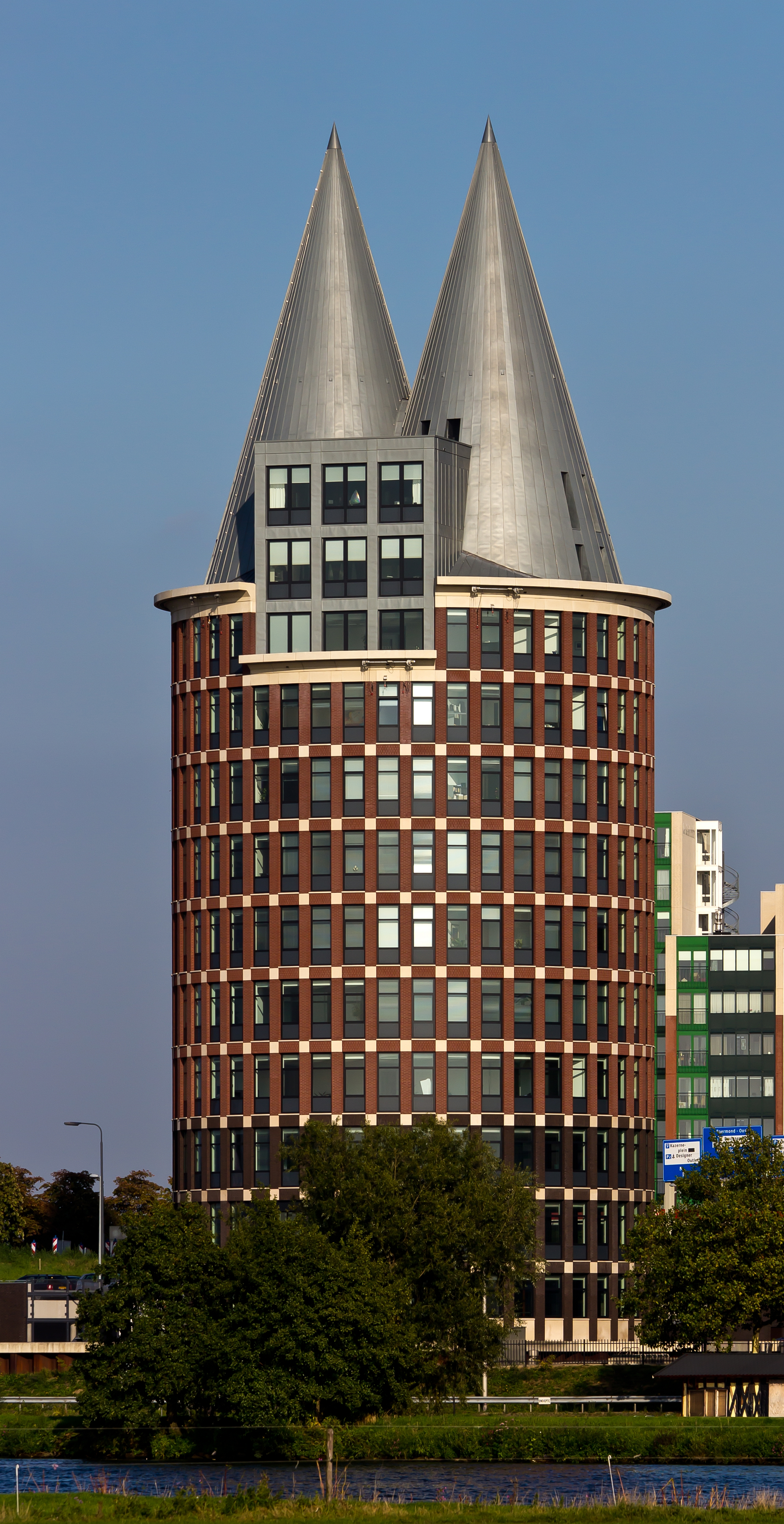
Torre Natalini (1999-2010) en Roermond, Países Bajos